# 萨皮尼
萨皮尼（法語：Sapignies，法語發音：[sapiɲi]）是法国上法蘭西大區加来海峡省的一个市镇，属于阿拉斯区。

## 地理
萨皮尼（50°8'3"N, 2°50'5"E）面积3.33 平方千米，位于法国上法蘭西大區加来海峡省，该省份为法国北部沿海省份，西北濒北海，南至索姆省，东临北部省。
与萨皮尼接壤的市镇（或旧市镇、城区）包括：贝阿尼、比耶夫维莱尔莱巴波姆、法夫勒伊、莫里。

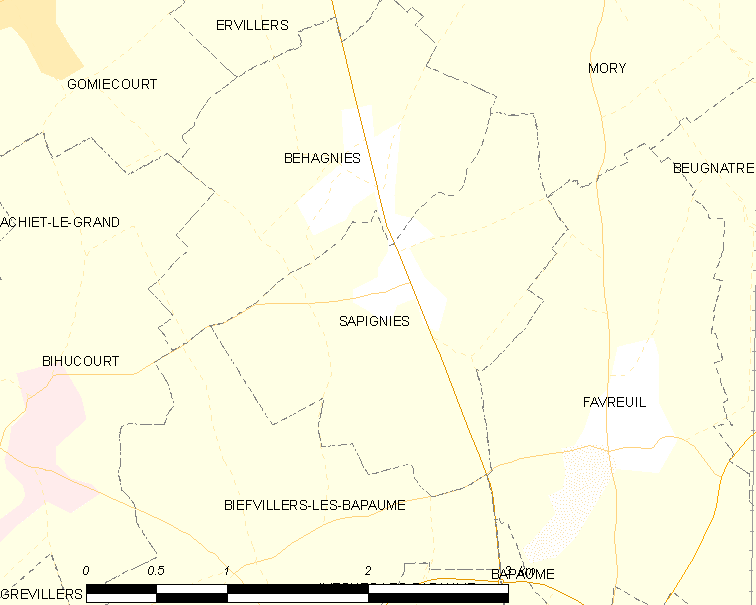
萨皮尼的OSM定位图

萨皮尼的时区为UTC+01:00、UTC+02:00（夏令时）。

## 行政
萨皮尼的邮政编码为62121，INSEE市镇编码为62776。

## 政治
萨皮尼所属的省级选区为巴波姆县。

## 人口

1962-2008年间萨皮尼人口变化图示

萨皮尼于2022年1月1日时的人口数量为194人。